# قرون وسطای آغازین
| سده‌های میانی آغازین |
| ------------------- |

| خاورمیانه/بالکان امپراتوری روم شرقی خلافت عباسی بلغارستان شمال اروپا مردمان نورس قبایل فنلاندی سوئدی‌ها و گوت‌ها دانمارکی‌ها شرق اروپا بالت‌ها قبایل اسلاو پادشاهی خزرها قبایل ماگیار پادشاهی آوارها | بریتانیا و ایرلند ایرلند پیکت‌ها مردم اسکاتلندی مردم ویلزی انگلستان شبه‌جزیره ایتالیا دوک‌نشین بنه‌ونتو ساردنی سیسیل شبه‌جزیره ایبر پادشاهی آستوریاس امارت قرطبه |

امپراتوری شارلمانی در هنگام مرگ وی شامل کشورها و مناطق امروزین کاتالونیا، فرانسه، غرب آلمان، پهنه‌های پایین، و شمال ایتالیا بود.
امپراتوری شارلمانی (۸۱۴)

سده‌های میانی آغازین یا قرون وسطای آغازین دوره‌ای از تاریخ اروپا بود که از سده پنجم تا دهم میلادی به طول انجامید. این دوره در پی افول امپراتوری روم غربی در آغاز سده‌های میانی آغاز شد و به سده‌های میانی میانه (۱۰۰۰ تا ۱۳۰۰ میلادی) ختم شد. در این هنگام، روند کاهش جمعیت، به ویژه در مراکز شهری، کم شدن دادوستد، و افزایش مهاجرت‌ها که پیش از آن شکل گرفته بودند ادامه پیدا کرد. این دوره با عنوان سده‌های تاریک نیز شناخته می‌شود؛ عنوانی که کاهش شدید فعالیت‌های ادبی و فرهنگی آن دوره، به ویژه در شمال غربی اروپا، را به خوبی توصیف می‌کند. با این حال امپراتوری روم شرقی، یا امپراتوری بیزانس، به حیات خود ادامه داد، و در سدهٔ ۷ میلادی خلافت‌های اسلامی به فتح بخش‌های از متصرفات پیشین امپراتوری روم پرداختند.
بسیاری از روندهای اجتماعی موجود در این دوره بعدها در پایان آن، معکوس شدند. در سال ۸۰۰ میلادی، عنوان امپراتور در غرب اروپا توسط شارلمانی زنده شد و امپراتوری کارولنژی وی ساختار اجتماعی و تاریخی اروپا پس از خود را به شدت تحت تأثیر قرار داد. اروپا بازگشت به کشاورزی مدون را به شکل سامانه‌های فئودالی تجربه کرد، که خود باعث نوآوری‌هایی چون نگاه‌داشتن دوره و شخم‌زنی سنگین در کشاورزی شد. مهاجران بربر در بیشتر مناطق اروپا مستقر شدند، اگرچه شمال این قاره تأثیر زیادی از فتوحات وایکینگ‌ها گرفت.

## نگارخانه

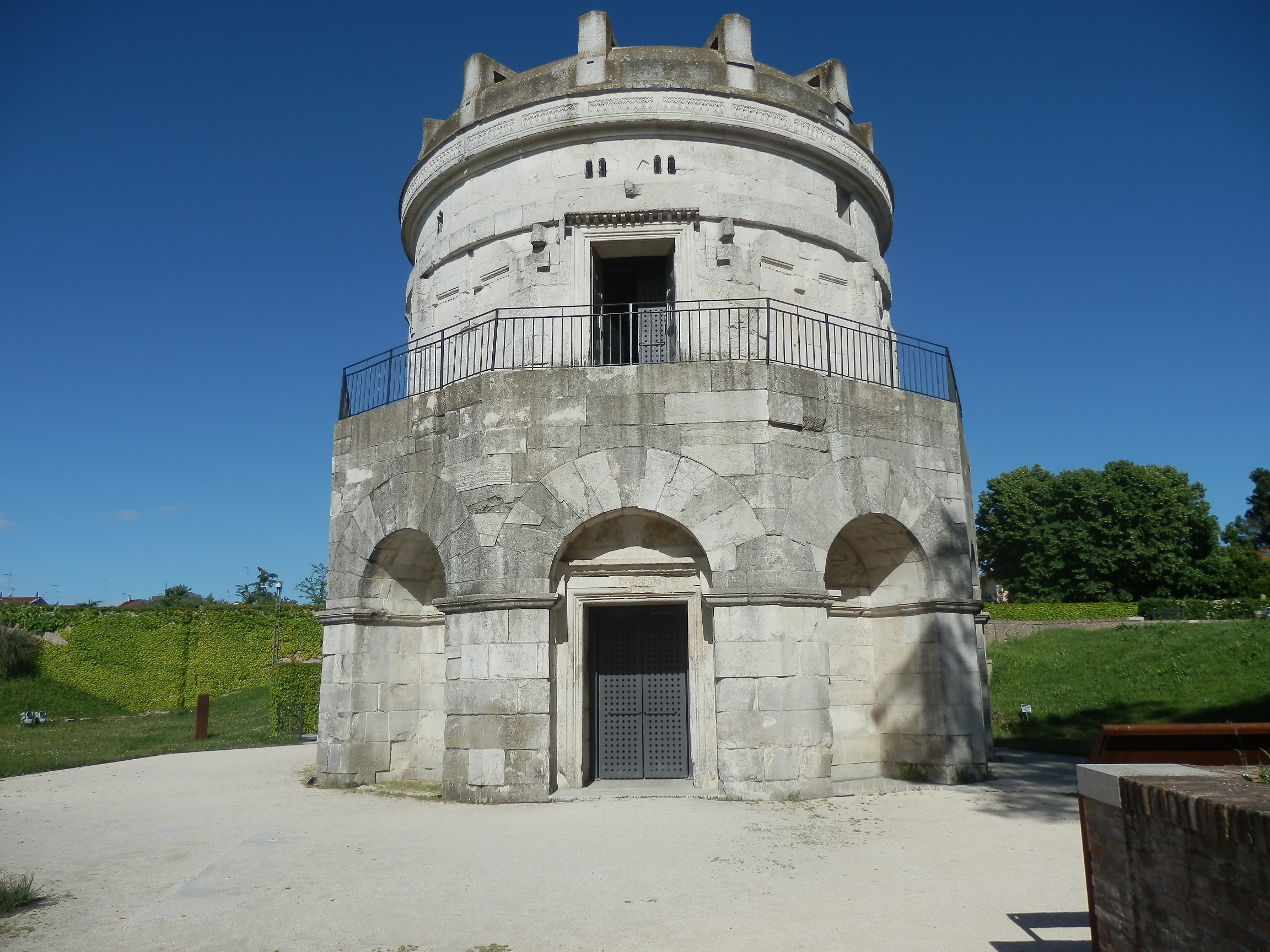